# Ariola
Ariola, également connu sous les noms Ariola Records, Ariola-Eurodisc et BMG Ariola, est un label discographique allemand.  Indépendant depuis sa création, Ariola Records est racheté en 1987 par le groupe BMG qui devient Sony BMG en 2004, avant de faire partie intégrante de Sony Music Entertainment en 2008.

## Histoire
Après avoir créé dès 1950 son entreprise Bertelsmann Lesering (plus tard rebaptisé Der Club), qui permet à ses membres de se procurer des livres contemporains à un prix avantageux, l'entrepreneur Reinhard Mohn souhaite étendre son offre aux disques au milieu des années 1950. En 1956, Bertelsmann Schallplattenring est fondé sous la devise « Un beau son va de pair avec un bon livre » (Zum guten Buch gehört ein schöner Klang). La jeune entreprise doit toutefois faire face à des difficultés de démarrage. Au début, les labels discographiques ne veulent pas accorder les licences nécessaires à la distribution des disques par le biais de Schallplattenring. De plus, pour des raisons contractuelles, les autres usines de pressage ne peuvent parfois pas accepter les commandes de Bertelsmann. C'est pourquoi l'usine de pressage Sonopress est construite à Gütersloh en 1957, et commence à produire en avril 1958.
Dans les années 1970, le label fonde des filiales au Benelux et en Espagne (1970), en France (1973), aux États-Unis (1975) ainsi qu'au Mexique, en Grande-Bretagne et en Suisse (1977). Au début des années 1980, Ariola rachète Hansa Musik Produktion. En 1986, Sonopress commence à produire des CD. Un an plus tard, le label Ariola fusionne avec UFA et Sonopress pour former BMG Ariola München GmbH.
En 2004, la société mère d'Ariola devient partie intégrante de la joint-venture Sony BMG Music Entertainment. Le 5 août 2008, le retrait de Bertelsmann est annoncé, Sony reprend les parts de Bertelsmann, l'ancienne coentreprise opère depuis lors sous le nom de Sony Music Entertainment Inc (en tant que filiale de la société japonaise Sony Corporation). Bertelsmann reprend les droits master de certains « catalogues musicaux européens sélectionnés » de Sony BMG et continue à gérer la marque BMG en tant que « plateforme de licence et de gestion pour la perception et la commercialisation des droits musicaux ». 

## Identité visuelle

Logo d'Ariola (1958–1967).
Logo d'Ariola (1967–1987).
Logo d'Ariola (1988–2006).
Logo d'Ariola (depuis 2006).